# Kenny Kadji
Kenneth Kadji (Douala, Camerún, 19 de mayo de 1988) es un jugador de baloncesto camerunés. Con 2.11 de estatura, su puesto natural en la cancha es el de ala-pívot. Actualmente forma parte de la plantilla del Beirut Club de la Liga Libanesa de Baloncesto. 

## Trayectoria
Kadji es un ala-pívot/pívot camerunés formado en la Universidad de Florida y en la  Universidad de Miami. Profesional desde el año 2013, desde entonces ha jugado en Alemania, Grecia y durante dos campañas en Italia. Fue campeón de la Lega y de la Copa italiana con el Dinamo Sassari.
En la campaña 2015-16, comenzó a gran nivel con el Enel Brindisi (13.1 puntos y 7.8 rebotes) para acabarla de nuevo en Sassari (7.9 puntos y 3.6 rebotes.
En julio de 2016, firma por Lietuvos Rytas y en 2017 ficha por el Tofas Bursa turco, jugando allí dos temporadas.
En septiembre de 2019, completa la plantilla del Movistar Estudiantes de liga Endesa.
En marzo de 2020, tras abandonar Movistar Estudiantes se compromete hasta final de temporada con Turk Telekom Ankara.
En la temporada 2021-22, firma por el BCM Gravelines-Dunkerque de la Pro A francesa. Al año siguiente, el 23 de julio de 2022, fichó por el Hapoel Holon B.C. israelí.
En septiembre de 2024 se incorporó como jugador al Kadji Sports Academy de la Elite Messieurs de Camerún y el Road to BAL, club al cual ya estaba vinculado como propietario.
En diciembre de 2024 se unió al Beirut Club de la Liga Libanesa de Baloncesto.

## Selección nacional
Kadji jugó para Camerún en el Afrobasket 2015 y en el Afrobasket 2021.